# San-Nicolao
San-Nicolao település Franciaországban, Haute-Corse megyében. Lakosainak száma 2048 fő (2022. január 1.). San-Nicolao Santa-Lucia-di-Moriani, San-Giovanni-di-Moriani és Santa-Maria-Poggio községekkel határos.

## Népesség
A település népessége az elmúlt években az alábbi módon változott:
| Lakosok száma | 682  | 867  | 1061 | 1492 | 1805 | 1901 | 1987 | 2027 | 2037 | 2048 |
|               | 1968 | 1982 | 1990 | 2006 | 2013 | 2015 | 2017 | 2019 | 2020 | 2022 |